# Idactus burgeoni
Idactus burgeoni là một loài bọ cánh cứng trong họ Cerambycidae.